# Хайнрих Вилхелм Олберс
Хайнрих Вилхелм Матеус Олберс (на немски: Heinrich Wilhelm Matthäus Olbers) е германски астроном и лекар.

## Биография
Роден е на 11 октомври 1758 година в Арберген на Везер, село край Бремен. Той е осмото от шестнадесетте деца в семейството. Баща му е проповедник в бременската Домкирхе от 1760 година, който умира през 1772. Олберс посещава гимназията в Бремен. Любовта му към астрономията проличава още на 14-годишна възраст. През 1777 година, той наблюдава слънчево затъмнение. Същата година започва да изучава медицина в Гьотинген, посещавайки по същото време лекциите на Кестнер по математика. Завършва през 1780 година с докторска дисертация на тема „De oculi mutationibus internis“ („За вътрешните движения на очите“). Една година по-късно предприема пътешествие до Виена, където си издейства разрешение да посети обсерваторията на Максимилиан Хел и на 17 август 1781 година вижда за първи път планетата Уран (открита една година преди това от Хершел), преди колегите му от Виена да са я наблюдавали.
Към края на 1781 година Олберс се установява като лекар в Бремен. През юни 1785 се жени за Доротея Елизабет Кьоне, която умира след по-малко от година, 14 дни след като ражда дъщеря им Дорис (1786 – 1818). През 1789 година той се жени повторно за Ана Аделхайд Люрсен (1765 – 1820), която на 11 август 1790 му ражда син – Георг Хайнрих Олберс.
Почти четиридесет години Олберс активно практикува медицина в Бремен и се оттегля от активна дейност на 1 януари 1823 година. Казват, че никога не спял повече от 4 часа, като по-голямата част от нощта отдавал на астрономически наблюдения. Горната част на къщата му бива приспособена за обсерватория. Специално внимание Олберс обръща на кометите и една от тях, кометата от 6 март 1815 година (с период 74 години), е наречена на негово име.
Умира на 2 март 1840 година в Бремен на 81-годишна възраст.

## Научни постижения
Докато дежури край леглото на болен другар, Олберс измисля метод за пресмятането на орбитите на комети; този метод е цяла епоха в изучаването на кометите и се използва широко. Това важно откритие е публикувано от барон фон Цах под заглавие „Ueber die leicheste und bequemste Methode die Bahn eines Cometen zu berechnen“ („Върху най-лесния и удобен метод за пресмятане траекторията на една комета“), Ваймар, 1797. Работата съдържа таблица с 87 орбити. Броят на изчислените орбити е увеличен до 178 от Енке във второто издание (1847) и до 242 от Гале в третото (1864 и 1894).
Смелата му хипотеза за произхода на астероидите – разрушаването на една първична голяма планета („Месечни кореспонденции“, VI, 88), (въпреки че по-късно като че ли се отхвърля), първоначално е подкрепена чрез откриването на Юнона (от Хардинг) и на Веста (от самия Олберс) точно в околностите на съзвездията Кит и Дева, където би трябвало да се локализират възлите на такива предполагаеми планетни фрагменти.
Олберс е избран от съгражданите си да асистира при кръщението на краля на Рим на 9 юни 1811 година. Член е на законодателното тяло в Париж (1812 – 1813) и членува в много научни дружества. Получава награди от правителствата на много страни. През 1828 година най-големият кораб, напускал дотогава Бременските докове, е назован „Олберс“. Този кораб откарва хиляди немски емигранти в Бразилия. Потъва при корабокрушение през 1837 година. През 1850 на крайбрежната улица в Бремен издигат негов паметник.